# Ernesto Meléndez
Ernesto Meléndez Bachs (Barcelona, España, 27 de junio de 1939 - 22 de febrero de 2010) fue un diplomático cubano.
Ingresó a las filas del Partido Comunista de Cuba en 1969, y se graduó como licenciado en Economía en 1978.
En 1959 comenzó a trabajar en el Ministerio de Relaciones Exteriores, organismo al que dedicó parte importante de su vida profesional y en el cual, en 1965, obtuvo el rango de embajador. En la década de los setenta pasó a ocupar importantes responsabilidades en el Comité Estatal de Colaboración Económica (CECE), donde fungió como ministro presidente y como ministro de la Inversión Extranjera y la Colaboración Económica.
Fue embajador de Cuba en Bulgaria, Checoslovaquia y Japón. Se desempeñó como vicerrector docente del Instituto Superior de Relaciones Internacionales Raúl Roa García. A partir de 2006 fue embajador de Cuba en Suecia, concurrente en Islandia, función en la que se desempeñaba al momento de su muerte.
Fundador de las Milicias Nacionales Revolucionarias (MNR), la Asociación de Jóvenes Rebeldes (AJR) y los Comités de Defensa de la Revolución (CDR), fue condecorado con múltiples distinciones y reconocimientos.